# Oljato-Monument Valley (Arizona)
Oljato-Monument Valley (Navajo: Ooljééʼtó) ist ein Census-designated place mit 32,4 km² im Navajo County im US-Bundesstaat Arizona. Das U.S. Census Bureau hat bei der Volkszählung 2020 eine Einwohnerzahl von 115 ermittelt.
Es gibt keine zentrale Siedlung, sondern nur einzelne Häuser, die verstreut in der  Navajo Nation an der Grenze zu Utah liegen. Große Teile des Ortsgebietes gehören zum Monument Valley, zu dem auch das jenseits der Bundesstaatsgrenze gelegene Oljato-Monument Valley, Utah gehört. Durch das Gebiet führt der U.S. Highway 163.

## Demographie
Zum Zeitpunkt des United States Census 2000 bewohnten Oljato-Monument Valley 155 Personen. Die Bevölkerungsdichte betrug 4,8 Personen pro km². Es gab 58 Wohneinheiten, durchschnittlich 1,8 pro km². Die Bevölkerung Oljato-Monument Valley’s bestand zu 0,65 % aus Weißen, 94,19 % Native American und 5,16 % nannten zwei oder mehr Rassen.
Die Bewohner Oljato-Monument Valley’s verteilten sich auf 37 Haushalte, von denen in 59,5 % Kinder unter 18 Jahren lebten. 48,6 % der Haushalte stellten Verheiratete, 32,4 % hatten einen weiblichen Haushaltsvorstand ohne Ehemann und 10,8 % bildeten keine Familien. 23,8 % der Haushalte bestanden aus Einzelpersonen und in 2,7 % aller Haushalte lebte jemand im Alter von 65 Jahren oder mehr alleine. Die durchschnittliche Haushaltsgröße betrug 4,19 und die durchschnittliche Familiengröße 4,52 Personen.
Die Bevölkerung verteilte sich auf 45,8 % Minderjährige, 10,3 % 18–24-Jährige, 29,0 % 25–44-Jährige, 8,4 % 45–64-Jährige und 6,5 % im Alter von 65 Jahren oder mehr. Das Durchschnittsalter betrug 21 Jahre. Auf jeweils 100 Frauen entfielen 101,3 Männer. Bei den über 18-Jährigen entfielen auf 100 Frauen 90,9 Männer.
Das mittlere Haushaltseinkommen in Oljato-Monuemt Valley betrug 6406 US-Dollar und das mittlere Familieneinkommen erreichte die Höhe von 12.813 US-Dollar. Das Pro-Kopf-Einkommen in Oljato-Monument Valley war 4702 US-Dollar. 53,8 % der Bevölkerung und 42,9 % der Familien hatten ein Einkommen unterhalb der Armutsgrenze, davon waren 27,3 % der Minderjährigen und 52,9 % der Altersgruppe 65 Jahre und mehr betroffen.

## Bildung und Infrastruktur
Oljato-Monument Valley liegt im Kayenta Unified School District. Es gibt keine zentrale Wasserversorgung, 2001 veröffentlichte die Umweltbehörde der Vereinigten Staaten (EPA) die Auswertung von Messreihen aus den 1990er Jahren: Danach sind alle untersuchten Trinkwasserquellen des Gebietes radioaktiv belastet, seit in den 1940er und 1950er Jahren eine zweistellige Zahl von Uran-Bergwerken zur Exploration der Lagerstätten angelegt wurden. Die Vorkommen waren nicht rentabel und wurden aufgegeben, ohne die Minen sachgerecht zu versiegeln. Jenseits der Grenze in Utah gibt es eine saubere Quelle und eine weitere ganz im Süden von Oljato-Monuemt Valley wird als geringes Risiko (less risk) eingestuft.